# Резуха стреловидная
Резу́ха стрелови́дная, или Резуха стрелоли́стная (лат. Ārabis sagittāta) — вид однолетних или двулетних цветковых растений рода Резуха (Arabis) семейства Капустные (Brassicaceae). 

## Ботаническое описание
Однолетнее или двулетнее травянистое растение. Высота от 30 до 45 см.
Стебель и листья шершавые от ветвистых волосков, в нижней части — с примесью простых. Прикорневые листья в розетке, продолговатые, суженные в черешок, стеблевые — сидячие, более или менее отклонённые от стебля, с сердцевидным основанием и тупыми ушками, не заходящими друг за друга.
Соцветие — узкая и длинная кисть. Цветки белые, в диаметре 5—6 мм, лепестки горизонтально отклонённые. Цветоножки при плодах 3—8 мм длиной.
Стручки 2—6 см длиной, прямые, прижатые к цветоносу, линейные, сплюснутые; створки с выдающейся средней жилкой. Семена мелкие, коричневые, гладкие или мелкоточечные, узкокрылатые.
Цветение в июне — июле, плодоношение в июле — августе. Размножается семенами.

## Распространение и экология
Бореально-неморальный циркумполярный вид. Распространён в Северной и Центральной Европе, Крыму, Малой Азии, Китае, Северной Америке. В России — на Кавказе, в Западной и Восточной Сибири, на Дальнем Востоке. Включен в ботанический атлас растений Ленинградской области.
Как правило, растёт по берегам рек и озёр, на пойменных лугах, на сухих прогреваемых береговых склонах, на выходах известняков.

## Охрана
Внесена в Красные книги следующих субъектов Российской Федерации: Владимирская область, Вологодская область.

## Классификация

### Таксономия[4]
Arabis sagittata (Bertol.) DC., 1805, Fl. Franç. , ed. 3, 4: 592
Вид Резуха стреловидная относится к роду Резуха (Arabis) семейства Капустные (Brassicaceae) порядка Капустоцветные (Brassicales). Кладограмма в соответствии с Системой APG IV по состоянию на июнь 2023 года:
|  |                                      |  |                                   |                                   |                     |  | ещё 16 семейств | ещё 16 семейств |                     |  |                        |  | еще 104 подтвержденных видов | еще 104 подтвержденных видов |  |
|  |                                      |  |                                   |                                   |                     |  | ещё 16 семейств | ещё 16 семейств |                     |  |                        |  | еще 104 подтвержденных видов | еще 104 подтвержденных видов |  |
|  |                                      |  |                                   | порядок Капустоцветные            |                     |  |                 |                 | род Резуха          |  |                        |  |                              |                              |  |
|  |                                      |  |                                   | порядок Капустоцветные            |                     |  |                 |                 | род Резуха          |  | 1 внутривидовой таксон |  |                              |                              |  |
|  | отдел Цветковые, или Покрытосеменные |  |                                   |                                   | семейство Капустные |  |                 |                 | Резуха стреловидная |  |                        |  |                              |                              |  |
|  | отдел Цветковые, или Покрытосеменные |  |                                   |                                   |                     |  |                 |                 |                     |  |                        |  |                              |                              |  |
|  |                                      |  | ещё 63 порядка цветковых растений | ещё 63 порядка цветковых растений |                     |  |                 | ещё 354 рода    | ещё 354 рода        |  |                        |  |                              |                              |  |
|  |                                      |  |                                   | ещё 63 порядка цветковых растений |                     |  |                 |                 | ещё 354 рода        |  |                        |  |                              |                              |  |

### Внутривидовые таксоны
- Arabis sagittata var. borealis (Bertol.) DC.

### Синонимы
- Arabis alpina  Krock. ex Steud.
- Arabis hirsuta  subsp. sagittata (Bertol.)  Rchb.
- Arabis hirsuta  var. sagittata (Bertol.)  Zernov
- Arabis sagittata var. oblongata (Raf.)  DC.
- Turritis oblongata  Raf.
- Turritis sagittata  Bertol.